# Сосновські Шорні
Сосно́вські Шо́рні (рос. Сосновские Шорни) — присілок в Ігринському районі Удмуртії, Росія.

## Населення
Населення — 142 особи (2010; 174 в 2002).
Національний склад станом на 2002 рік:
- удмурти — 86 %

## Урбаноніми[3]
- вулиці — Світла, Шулдирська